# Tøsedrengene 3
Tøsedrengene 3 er titlen på den danske musikgruppe Tøsedrengenes tredje LP-plade, som blev udsendt i marts 1982.
Efter at have brudt igennem med sangen Sig du ka' li' mig fra gruppens 1981-album, Tiden står stille, slog dette album Tøsedrengene's succes fast i 1982. Albummet var det første fra gruppen, der nåede guldpladestatus, dvs. 50.000 solgte fysiske eksemplarer. Det var samtidig det første album, hvor alle bandets syv medlemmer var samlet - den sidst tilkomne, sangerinden Maria Bramsen, fik din debut med Tøsedrengene på dette album.
Musikken fremstår mere helstøbt end på de foregående album, hvilket ifølge gruppen selv skyldes, at det først var på dette tredie album, at Tøsedrengene fandt sin egen stil - blandingen af pop, rock, reggae, mixet med enkelte ballader. Albummet indeholder flere af gruppens senere kendte hits, blandt andet reggaenummeret Et lysår - En stjerne, og balladen Ud under åben himmel, - sidstnævnte opnåede i 2022 guld-certificering for 4,5 million streaminger på musiktjenesterne.
På LP'ens indercover er der fotos fra medlemmernes barndom, mens forsiden viser et sort-hvidt foto af to dansende børn på en danseskole. Coveret er designet af Peter Ravn, der også designede Tøsedrengene's efterfølgende covere.
Albummet blev udgivet af Tøsedrengenes daværende faste pladeselskab PolyGram Records på plademærket Mercury, og musikken blev optaget og mixet i Werner Studio, Frederikssundsvej.
LP'en blev genudgivet på CD i 2006 af Universal Music, som en del af Boxen Tøsedrengene Komplet.

## Spor
Side A:
1. "Hør på mig" (Hagen/Michelsen) [2:42]
2. "Sige nej" (Bruun/Michelsen) [3:45]
3. "Kør på" (Stanley/Michelsen) [2:53]
4. "Ud under åben himmel" (Kjellerup/Michelsen) [4:22]
5. "Spilder tiden" (Michelsen) [3:35]

Side B:
1. "Det samme hver gang" (Bruun/Amtoft) [3:28]
2. "Aldrig mere os" (Kjellerup/Michelsen) [4:08]
3. "På en lørdag" (Kjellerup/Michelsen) [2:57]
4. "Et lysår – En stjerne" (Hagen/Michelsen) [4:24]
5. "Du har mig" (Bruun/Michelsen) [2:34]
6. "Aldrig forbi" (Kjellerup) [3:23]

## Musikere
- Anne Dorte Michelsen (vokal A2, A3, A4, A5, B3)
- Maria Bramsen (vokal A1, B2, B4, B5)
- Henrik Stanley Møller (keyboards, vokal A3, B1)
- Klaus Kjellerup (bas, vokal B6, flygel B6, guitar A4, A5, B2, B6)
- Michael Bruun (guitar, bas B2)
- Aage Hagen (keyboards)
- Jan Sivertsen (trommer)

## Gæster
- Kate Lange (sækkepibe B2)
- Klavs Bo Larsen (percussion)